# Film

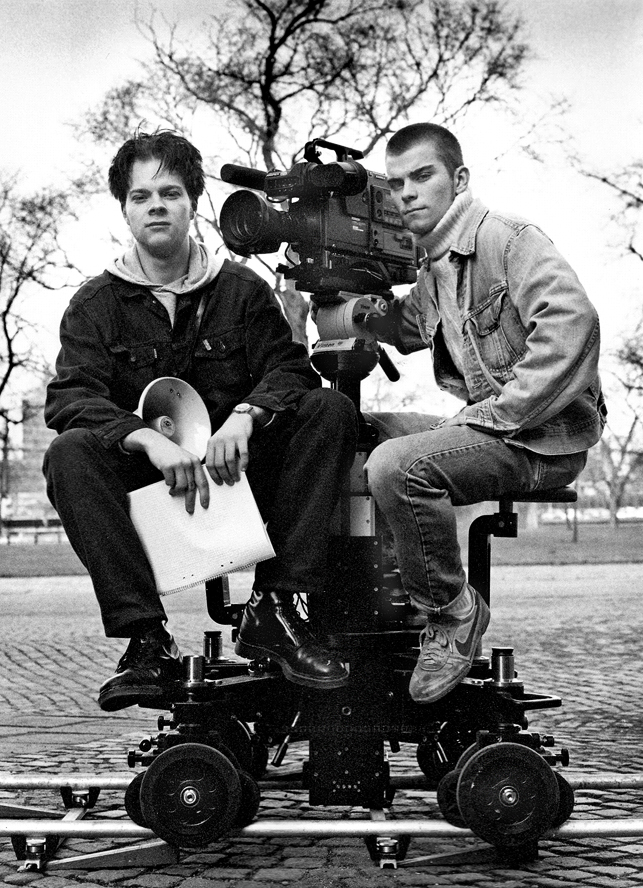
Två viktiga yrken inom filmproduktion: filmregissören och filmfotografen.

Film är en konstform som utgörs av rörlig bild, alltså flera bilder som i snabb följd skapar en illusion av rörelse. Film är ett massmedium och kombineras ofta med ljud. Filmer kan utgöras av verkliga scener fotograferade med en filmkamera; fotograferade teckningar eller miniatyrmodeller; datorgenererade bilder eller datoranimering; eller en kombination av dessa. Film som historieberättande medium är en populär underhållningskälla, och har givit upphov till en global industri. Film är även ett effektivt medium för att göra reklam, utbilda eller indoktrinera.
Ofta avses spelfilmer när man pratar om filmer. Dessa är inspelade efter ett manus, med skådespelare som framför manusets dialog och handlingar. Regissören leder filminspelningen och styr över skådespelandet, som dokumenteras med hjälp av kameror och diverse ljud- och ljusutrustning. Resultatet, i form av scener, klipps ihop till en helhet. Det finns även andra typer av filmer, såsom animerad film där de enskilda stillbilderna utgörs av teckningar eller digitala modeller, eller dokumentärfilm där avsikten är att förmedla verkligheten.
Ordet film härstammar från den fotografiska film på vilken bilderna exponeras, en teknik som numera ersatts till stor del av digital film.

## Filmens historia
Tekniken att visa film utvecklades ur olika visuella uppfinningar, till exempel zoetropen och stillbildskameran, i slutet på 1800-talet. Den första officiella filmvisningen utfördes av bröderna Lumière i Paris 1895, men den som anses ha fångat de första rörliga bilderna på film var Louis Aimé Augustin Le Prince. Tyvärr finns bara två korta filmer bevarade. Liksom många tidiga filmer har de övriga gått förlorade.
Efter bröderna Lumière kom flera stumfilmer där klipptekniken förfinades (se till exempel den ryska filmen Pansarkryssaren Potemkin), och skillnaderna från teatern etablerades tydligt i och med att det fanns begränsat med utrymme för repliker på de skyltar som representerade dialogerna. Så småningom kombinerades Lumières teknik med fonograftekniken, så att bild och ljud presenterades samtidigt. Den första animerade långfilmen - El Apóstol - gjordes 1917 av Quirino Cristiani, 20 år innan Walt Disneys Snövit och de sju dvärgarna, som dock har blivit mer berömd.
Från 1920-talet har Hollywood dominerat den internationella marknaden, och även den tekniska utvecklingen. Den första filmen som delvis var ljudlagd var Jazzsångaren från 1927, i USA. Efter det har filmtekniken utvecklats i ett par steg: färgfilmen fick sitt genombrott med Borta med vinden från 1939, olika metoder för att visa film i 3D utvecklades under 1950-talet, och ungefär samtidigt fyrkanalsljudet. Under stora delar av filmens historia har den konkurrerat med TV:n. Filmindustrin är idag en av världens största industrier, med Hollywood i USA och Bollywood i Indien i spetsen.
Den 2 februari 2000 görs den första digitala filmvisningen i Europa, genom Philippe Binant, med DLP CINEMA-teknik av Texas Instruments.

## Filmproduktion
De flesta filmer är inspelade efter ett manus, med skådespelare som framför manusets dialog och handlingar. Regissören styr över agerandet, som bevaras med hjälp av kameror och diverse ljudutrustning. Resultatet i form av scener, klipps ihop till en helhet, som ofta avses att visas på biograf eller på tv. Det finns dock andra typer av filmer, såsom animerad film där de enskilda stillbilderna utgörs av teckningar eller avfotograferade modeller, och dokumentärfilm där avsikten är att avbilda verkligheten.
Numera är filmindustrin en av världens största industrier, med Hollywood i USA och Bollywood i Indien i spetsen.
Filmer är i regel baserade på ett filmmanus, som är uppdelad på scener, och förutom dialog anger om det är interiör- eller exteriörtagning, om det är dag eller natt, och om det krävs vissa processer. Arbetet börjar med att en manusförfattare pitchar (presenterar) sin idé för ett produktionsbolag eller en producent. Om idén blir köpt utvecklas den till ett manus. Manuset får sedan en regissör och en ansvarig producent som tillsammans tillsätter resten av produktionsteamet, bland andra fotograf, ljud- och ljustekniker, scenograf och kostymör/sminkansvarig. Under tiden rollbesätts manuset, det vill säga en audition hålls och/eller passande skådespelare väljs. Samtidigt gås manuset igenom inför inspelningen, ritas eventuellt om till storyboard, och bedöms ur budgetsynpunkt. Slutligen byggs dekorer upp och rekvisitan ställs på plats.
Under inspelningen är det regissören som har det övergripande konstnärliga ansvaret och står för huvuddelen av personregin. Det kan också finnas en regiassistent och/eller en inspelningsledare som har till uppgift att koordinera skådespelare, statister, ljud, bild, och resten av teamet.
Efter inspelningen klipps de filmade tagningarna ihop, ljudeffekter och musik läggs till. När allt efterarbete är klart görs visningskopior för distribution. Biografvisningen får en allt mindre betydelse, många filmer går direkt till DVD och Blu-ray, följt av kabel-TV och TV.

## Yrken inom filmen
Förutom en films skådespelare, statister och stuntmän arbetar en mängd människor med att framställa en film. Regissören har det övergripande konstnärliga ansvaret för filmen. Han eller hon iscensätter det filmmanus som manusförfattaren har skrivit, och har övertygat en producent att producera filmen, eller har blivit anställd av producenten för att göra det. Scenografen är konstnärlig utformare av filmens fysiska miljö, rekvisitören förser skådespelarna med deras rekvisita och kostymtecknare designar skådespelarnas kläder. Bland de filmarbetare som arbetar med att tekniskt framställa filmen finns till exempel filmfotografen, elektrikern och ljudteknikern. För animerad film är regissören huvudanimatör, men har vanligen också en mängd andra animatörer till sin hjälp.

## Filmformatochbildformat för film
När filmmediet uppfanns av bland andra Thomas Alva Edison 1892, var bredden på filmremsan 35 mm. 1909 enades industrin om 35 mm som standard. På remsan exponeras bilderna i kameran, men det finns också utrymme för de perforerade hål (vanligtvis fyra för varje ruta) som behövs för att mata filmen framåt i kameran eller projektorn. När ljudfilmen kom, användes också en del av remsan för ett optiskt ljudspår, och senare för ett magnetiskt ljudspår.
År 1923 introducerade Eastman Kodak ett mer ekonomiskt filmformat – 16 mm. Förutom att det gick åt mindre film, var kameran betydligt lättare att bära och 16 mm slog därför igenom som dokumentär- och reportageformat. Innan videobandspelaren uppfanns, var 16 mm televisionens främsta bildbärare.
År 1932 använde Eastman Kodak 16 mm film som bas för ett filmformat inriktat på amatörfilmare. Kameran exponerade bara den ena halvan av remsan i kameran. När rullen var slut, vändes filmen för att den andra halvan skulle kunna exponeras. Vid framkallningen delades sedan 16 mm-filmen i två, varvid det nya formatet 8 mm uppstod. Med tanke på processen kallades också formatet dubbel 8.
År 1965 utvecklades amatörformatet med en film som hade bredden 8 mm redan i kameran. Genom att göra perforeringshålen mindre, kunde det nya formatet använda en större del (cirka 40 %) av remsan åt den exponerade bilden. Två olika format introducerades: super 8 och singel 8. Skillnaden var att filmen i super-8 låg i en kassett på en enda (s.k. koaxial) rulle medan den i singel 8 låg på två rullar. Det betydde att singel 8-filmen kunde backas i kameran för effekter som övertoningar, medan detta var nästan omöjligt med super-8-kassetten. Trots det blev super 8 det överlägset populäraste amatörmediet ända till den portabla hemvideon slog igenom.
När biograffilmen fick televisionen som konkurrent som massmedium på 1950-talet, satsade filmproducenterna på effekter som teven saknade. Till exempel färg, stereo och vidfilm. Sedan filmens barndom hade förhållandet mellan den projicerade filmens bredd och höjd varit 1,33:1. Med vidfilmen ökades den nu till allt bredare format som 1,66:1, 1,85:1 och som mest 2,55:1. Dessutom återuppstod 70 mm film, ett system som fanns redan innan ljudfilm men som då inte hade någon framgång. Ett dyrbart format, Cinerama, arbetade med en kamera som spelade in tre filmer synkront i bredd och behövde tre projektorer vid biografvisningen. Bara ett fåtal spelfilmer gjordes innan Cinerama lades ner.
De olika filmformaten påverkar inte nödvändigtvis innehållet, men den varierande bildkvalité som kommer av de olika formaten brukar användas till olika saker. I filmen The Blair Witch Project användes till exempel förutom 16 mm film även Hi8-videokameror för att ge en dokumentär känsla.

## Typer av film
Film kan delas in i många olika typer av undergrupper. Den huvudsakliga typen av indelning är efter vad filmen handlar om, det vill säga filmens genre, till exempel skräckfilm eller actionfilm. Genrebegreppet är inlånat från litteratur- och teatervärlden, men efter hand har unika filmgenrer utvecklats, såsom spaghetti-western.
Andra typer av indelningar kan göras efter vilken produktionsmetod som använts, eller hur lång speltid filmen har.

### Kategorier efter filmteknik

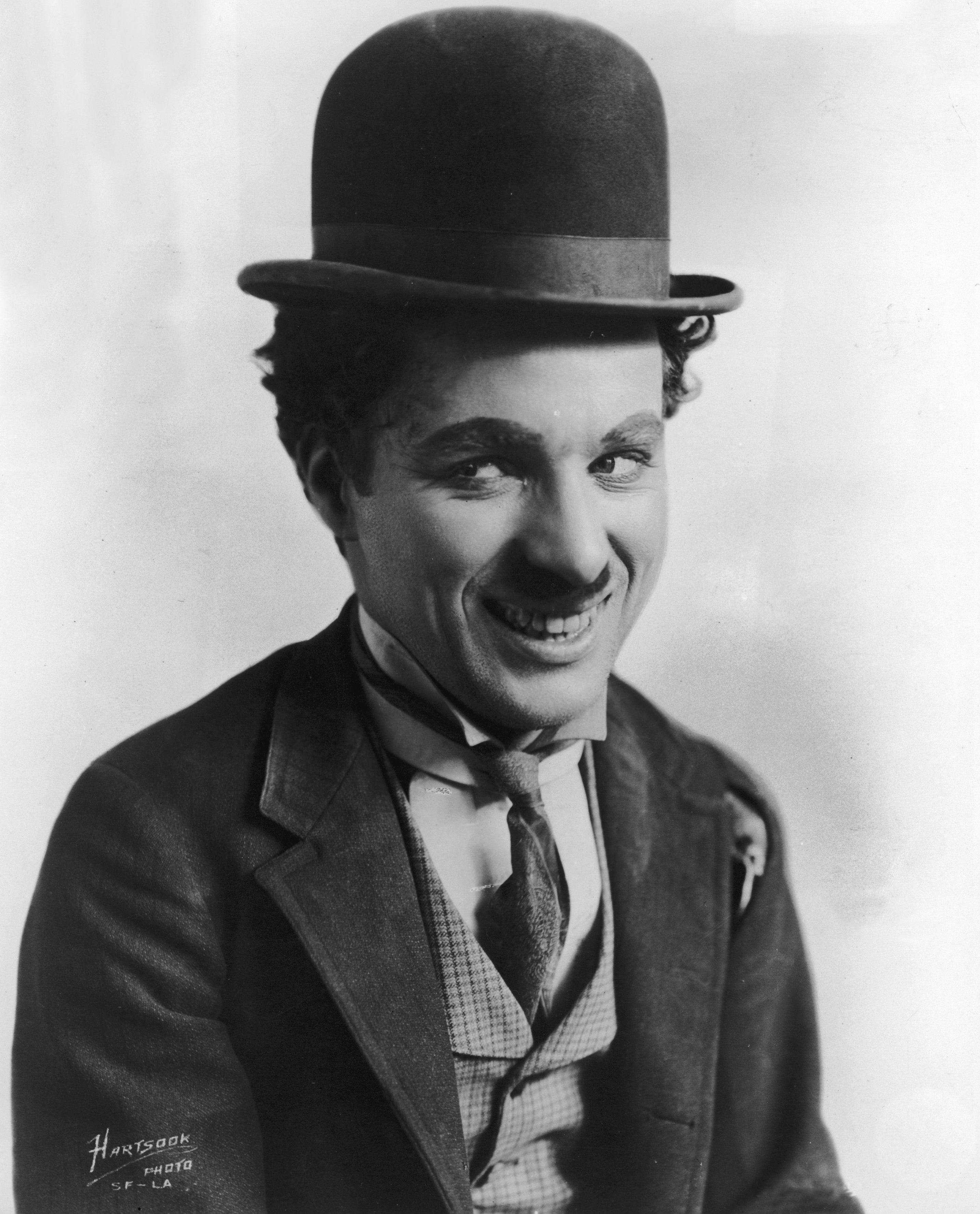
Charlie Chaplin var en av de största stumfilmsstjärnorna.

#### Stumfilm
Stumfilm är film som är inspelad utan tal eller ljudeffekter. Eftersom tekniken för ljudinspelning hade många brister var det så den mesta filmen gjordes fram till slutet av 20-talet.
Den tidiga stumfilmen ackompanjerades oftast av levande musik.
Många stumfilmer innehåller textkort, skyltar med text som täcker hela bildrutan, och återger filmens dialog samt annan information av narratologisk betydelse.

#### Animerad film
Animerad film, eller animation, är ett samlingsnamn för tecknad film, datoranimerad film och olika typer av stop motion-animerad film.
Tecknad film består av långa sekvenser av bildrutor, vanligen tecknade för hand, men mot slutet av 1990-talet blev det allt vanligare att även bilder framtagna i datorer användes, inte minst för miljö- och bakgrundsbilder. Den store pionjären inom den tecknade filmen var Walt Disney, vars film Snövit och de sju dvärgarna från 1937 innebar det definitiva genombrottet för den animerade filmen i Hollywood. Disney var dock inte den förste att jobba med tecknad film.
Datoranimerad film syftar på filmer som är helt skapade i datorn, genom 3D-program - så kallad CGI-teknik. Den första helt datoranimerade långfilmen var Toy Story, producerad av Pixar Animation Studios, från 1995. Idag är denna teknik på väg att helt ta över marknaden.
Stop motion-tekniken, som är den äldsta animationsformen och framför allt kommit att användas i specialeffektssyfte i filmer som bland annat 1933 års version av King Kong, innebär att en illusion av rörelse skapas med sekvenser av foton på "döda" objekt med sinsemellan små positionsvariationer. Huvudsakliga material som används är lerfigurer (leranimation - ex. Wallace & Gromit), dockor (dockanimation - ex. Corpse Bride) och utklippta bilder eller foton (cutoutanimation - ex. Monty Python).

### Icke-fiktiva filmer
Det görs många filmer som inte har till syfte att berätta en fiktiv historia. Syftet kan istället vara att informera om och belysa ett samhälleligt skeende. Det kan också vara att skildra ett mänskligt öde. Grundtanken med dokumentärfilmer är för många att beskriva en oregisserad verklighet, helt utan subjektiva värderingar. Dokumentärfilmare har dock ofta kritiserats för att i sin beskrivning av verkligheten samtidigt regissera den. Exempelvis Michael Moore har anklagats för att försöka anpassa verkligheten efter egen agenda. Redan i dokumentärfilmens barndom var sanningshalten ofta satt på undantag, som i Robert Flahertys Nanook of the North (1922) där filmteamet själva lät uppföra särskilda igloor så att de bättre skulle kunna filma inuiten Nanooks vardag. Filmare, som Dziga Vertov och Chris Marker, har länge undersökt och problematiserat den ibland godtyckliga gränsen mellan det fiktiva och det dokumentära.
Journalfilmer är ett slags dokumentärfilmer om aktuella händelser och var vanliga under 1900-talets första hälft innan televisionens genombrott. Propagandafilmens syfte är att påverka åskådarens politiska åsikter och är inte nödvändigtvis sanningsenlig. Informationsfilm och instruktionsfilmer används för att förmedla kunskap, skapa insikt och ger åskådaren möjlighet att relatera till det berörda ämnet.

### Kortfilmer och novellfilmer
Till skillnad från vanliga långfilmer, vars längd brukar vara omkring 80-180 minuter, är kortfilmer vanligen inte mer än en 30 minuter. Novellfilmer är ett mellanformat, som brukar vara mellan 30 och 60 minuter. Både kort- och novellfilmer har egna festivaler, och brukar även sägas ha en egen dramatisk uppbyggnad: de flesta har en enda intrig och skildrar en enda situation, ungefär som en novell eller en enaktare.
Reklamfilmen kan också berätta kortare historier och kännetecknas av sitt kommersiella budskap.

## Film och andra medier

### Film och litteratur
Film har sedan länge använt litterärt källmaterial: flera av Shakespeares dramer har filmats flera gånger. I Sverige blev det tidigt populärt att filmatisera olika Nobelpristagares verk, till exempel gjorde Victor Sjöström 1921 en berömd filmatisering av Selma Lagerlöfs Körkarlen. Att förvandla en roman eller pjäs till film kallas adaption, och har en egen kategori på Oscarsgalan.
Efter 1960-talet blev det motsatta också verklighet: storfilmer kom ut i bokform, ofta i rätt billiga upplagor med filmens affisch på framsidan, och några bilder ur filmen samlade i ett särtryck inuti boken. Exempel på sådana är Tid för hämnd och flera av James Bond-filmerna med Pierce Brosnan i huvudrollen.

### Film och drama
Film (framför allt spelfilm) är liksom teater i grunden ett dramatiskt medium. Båda bygger på en i förväg bestämd handling som är indelad i scener, med likaledes förutbestämda rollfigurer och repliker. Dock skiljer sig filmproduktion på flera sätt från en teaterproduktion bland annat i och med att agerandet bevaras på fotografisk film eller lagras digitalt. Sedan tidigt 1900-tal har regissörer dessutom arbetat med olika bildutsnitt (till exempel närbilder), montagetekniker och musik som ska skapa stämning.

### Film och radio
Radion hade tidigare varit familjens samlingspunkt, och även om den behöll den ställningen tills in i 1940-talet, var det filmen som övertog många av dess funktioner: filmen blev det främsta nyhetsmediet (I Sveriges Television visas till exempel fortfarande ibland repriser av SF-Journalen som var den svenska varianten), filmen tog med hjälp av billiga filmer över äventyrsberättelsen (se Nickelodeons och B-film), och kanske framför allt kändisarna, som via filmen fick ännu större genomslagskraft.

### Film och TV
Film och TV var länge konkurrenter. I USA till exempel producerades länge film på västkusten (i Hollywood utanför Los Angeles) och TV på östkusten (i New York). Teknikmässigt utvecklades filmen tidigare och snabbare. Men redan 1927 sändes de första TV-bilderna över Atlanten, och därefter insåg många fördelen med att vara hemma och titta på TV, framför att trängas med andra.
När konkurrensen väl hade börjat ökade den. Det var sällan filmskådespelare frivilligt gick över till TV, och TV-skådespelare hade rätt liten chans att lyckas inom film, även om det naturligtvis finns undantag. TV gjorde en del serier baserade på berömda filmer: M*A*S*H till exempel, medan film bara undantagsvis ville vidröra något som hade figurerat på TV. Det är först under 1980-talet, när TV-serien Star Trek lyckas ta steget över till film och lyckas sälja mycket biobiljetter, som trenden började vända. Numera figurerar till och med kända filmstjärnor i TV-serier som C.S.I. och Vita huset. Samarbetet har delvis också berott på att fler och fler film- och TV-produktionsbolag har samma ägare.

### Film och datorspel
Sedan datorspelens barndom på 1980-talet har det varit vanligt med filmbaserade datorspel. Några filmer och filmserier som gett upphov till många datorspel är Star Wars, Indiana Jones och Matrix. Vissa datorspel har också blivit filmatiserade, men dessa har sällan fått vare sig goda försäljningssiffror (undantag finns, som Tomb Raider) eller recensioner.

## Filmpriser och filmfestivaler
Särskilt uppmärksammade filmer visas ofta på speciella filmfestivaler, såsom Cannesfestivalen. En annan stor festival är den som årligen hålls i Berlin. Vissa filmer har å andra sidan sina premiärer på stora festivaler för att skapa intresse. Många festivaler har även prisutdelningar baserade på juryomröstningar.
Det mest berömda av alla filmpriser är amerikanska Academy of Motion Picture Arts and Sciences Academy Award, vanligen kallat Oscarsstatyetten. Det har delats ut sedan 1929. Den svenska motsvarigheten heter Guldbagge.

## Film i världen

### Amerikansk film
Sedan 1920-talet har USA dominerat globala filmindustrin med ett brett utbud av filmer som varit både konstnärliga och tekniskt banbrytande. Detta har bidragit till att det i den amerikanska kulturen finns en ingrodd filmentusiasm.

### Fransk film
Många av filmens pionjärer kom från Frankrike: bröderna Lumière, Émile Cohl, samt Georges Méliès som gärna använde trickfotografering. Under 1960-talet kom den franska nya vågen, främst kännetecknad av François Truffauts och Jean-Luc Godards filmograf att bli en av de viktigaste strömningarna i filmen. Idag säljer den franska biografbranschen mest biobiljetter i Europa.

### Film i Hongkong
Hongkong var länge världens tredje största filmindustri, efter Bollywood och Hollywood, men håller för tillfället[när?] på att återhämta sig efter den filmkris som den drabbades av i mitten av 1990-talet. 
Klart lysande stjärnor som Bruce Lee och Jackie Chan har gjort Hong Kongs filmindustri framgångsrik internationellt, särskilt de filmer som innehåller kung fu och annan action.

### Indisk film
Bollywood kallas den indiska filmindustrins huvudstad i Bombay (numera officiellt Mumbai). Här produceras flest filmer i hela världen. De flesta filmerna är på hindi och ofta musikaler. Redan på 1950-talet etablerade sig emellertid den indiske regissören Satyajit Ray som kommit att betraktas som en av 1900-talets viktigaste auteurer.

### Japansk film
Den japanska filmen har på den internationella marknaden gjort sig känd bland annat genom regissören Akira Kurosawa, monsterfilmer som Godzilla, tecknad film (anime) och skräckfilmer som Ringu och Förbannelsen - The Grudge.

### Rysk film
En känd rysk regissör är Andrej Tarkovskij, som bland annat regisserat den svenska filmen Offret (1986). Sergej Eisenstein gjorde ett antal banbrytande filmer under sovjettiden, bland annat Pansarkryssaren Potemkin (1925). Sergej Eisenstein har blivit kallad "montagets mästare" och är ansedd som en av de främsta filmteoretikerna, han grundlade montagets teori samt den om det audiovisuella. Eisensteins teorier fick sin plats främst i hans film Oktober.

### Svensk film
Svensk film har funnits sedan tidigt 1900-tal. Svensk films giganter under stumfilmsåren var på regissörssidan Victor Sjöström och Mauritz Stiller, som båda senare värvades till Hollywood, den senare med Greta Garbo i släptåg. Bland andra välrenommerade svenska regissörer under 1900-talet kan Alf Sjöberg, Jan Troell, Mai Zetterling och Bo Widerberg nämnas. Två internationellt kända regissörer idag är Ingmar Bergman och Lasse Hallström.
Filminstitutet och Svensk Filmindustri gör svenska filmer.

### Film i Tyskland
Den mest kända strömningen i tysk 20-talsfilm var expressionismen, som inleddes 1920 med Das Cabinet des Dr. Caligari (av Robert Wiene). Den avslutades 1927 med Fritz Langs Metropolis, en film som beundrades av Hitler, vilket fick Lang att fly till USA så småningom. Både Lang och andra filmare använde expressionistiska inslag i sina filmer senare, men själva strömningen var över.
Neue Sachlichkeit, inom konsten, litteraturen och filmen, bidrog till att expressionismen dog ut. Berlin Alexanderplatz (bok av Alfred Döblin 1929, film av Piel Jutzi 1931) är ett typiskt exempel från kategorin. Ofta hade filmerna gatan som tema, till exempel Georg Wilhelm Pabsts Den glädjelösa gatan (1925) med Greta Garbo och Asta Nielsen.
Andra trender under tidigt 20-tal var kammarspel, till exempel F.W. Murnaus Der letzte Mann (1924) och spektakelfilmer, ofta regisserade av Ernst Lubitsch. Men de allra flesta tyska filmer som spelades in under 1920-talet var helt vanliga filmer, som inte tillhörde någon strömning eller trend.
I Nazityskland blev filmen ett propagandaverktyg för regimen, så gjorde till exempel Leni Riefenstahl filmer som Viljans triumf och Olympia.
Under 1960-talet blommade så en ny filmgeneration upp med regissörer som Rainer Werner Fassbinder, Werner Herzog, Volker Schlöndorff och Margarethe von Trotta. De arbetade utifrån Oberhausen-manifestet där man ville skapa en ny okonventionell och mer utmanande tysk film.

## Studiet av film
Det akademiska studiet av film kallas filmvetenskap. Dessutom finns filmkritik och filmskolor.